# Turgescență

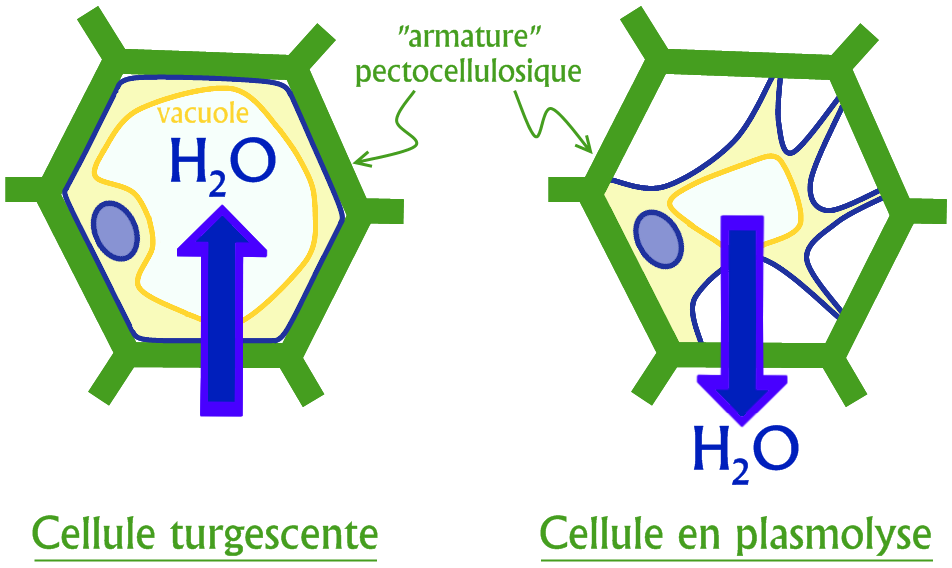
Comparație a unei celule turgescente și a uneia în timpul plasmolizei.

Turgescența reprezintă fenomenul de umflare a celulei eucariote vegetale, în urma acumulării lichidelor, în special în cadrul vacuolelor.  Acest lucru creează o presiune interioară, numită presiune de turgescență.